# 趙倫貞
趙 倫貞（チョ・ユンジョン, 조윤정, Cho Yoon-Jeong, 1979年4月2日 - ）は、韓国・安東市出身の元女子プロテニス選手。WTAツアーでシングルスの優勝はないが、ダブルスで1勝を挙げた。身長167cm、体重55kg。右利き、バックハンド・ストロークは両手打ち。

## 来歴
趙倫貞は10歳の時から、通っていた学校でテニスを始めた。ジュニア時代、1996年の全豪オープンジュニア女子ダブルス部門で準優勝があり、その後プロテニスツアーを回り始めた。1997年から女子テニス国別対抗戦・フェドカップの韓国代表選手になる。1998年の東レ パン・パシフィック・オープン・テニストーナメントのダブルスで、当時18歳の趙倫貞はクリスティ・ボーグルト（オランダ）とペアを組み、準々決勝でマルチナ・ヒンギス&ミリヤナ・ルチッチ組に敗れたことがあるが、この時ヒンギスと向かい合った試合を「最も思い出に残る経験」と語った。1998年全米オープンで4大大会の予選会に初挑戦したが、この3回戦で敗退し、あと1試合のところで本戦出場を逃す。2000年のシドニー五輪ではダブルスに出場したが、初戦で敗退している。その後長い間予選の壁に悩み、ようやく3年後の2001年全米オープンで4大大会本戦初出場を果たした。2002年の全米オープンで、趙は初めての3回戦進出を果たし、第6シードのモニカ・セレシュから第2セットを奪う健闘を見せたが、最後は 1-6, 7-5, 3-6 で押し切られた。2003年の全豪オープンとウィンブルドンで2回戦に進出した後、趙は韓国女子テニス選手としてのシングルス最高位「45位」をマークした。
趙倫貞には以前から顎関節のずれる持病があり、この影響で首・肩・背中などに累積的な故障を抱えることが多かった。世界ランキング45位につけた直後、背筋痛のためいくつかの試合を棄権し、顎の手術のため2004年4月まで戦線を離れる。2004年アテネ五輪で、趙は2度目のオリンピック出場を果たし、女子シングルスに初出場したが、2回戦でイタリア代表のフランチェスカ・スキアボーネに 6-2, 6-7, 4-6 の逆転負けを喫した。同年10月、趙倫貞は故国のハンソル韓国オープンでダブルス初優勝を達成する。パートナーは田美螺で、相手は台湾ペアの荘佳容&謝淑薇組であった。
2005年、趙倫貞はウィンブルドンで2年ぶり2度目の2回戦に進み、全米オープンで3年ぶり2度目の3回戦進出を果たした。3年ぶりの舞台で、趙は第7シードのジュスティーヌ・エナン・アーデンに 0-6, 6-7 で敗れた。しかし、2006年全豪オープンでは1回戦で第2シードのキム・クライシュテルスと当たってしまい、続く大会にあたる日本の東レ パン・パシフィック・オープン・テニストーナメントでは、1回戦で当年度から現役復帰したマルチナ・ヒンギスに 0-6, 0-6 で敗れた（試合時間35分）。この後再び背筋痛に悩み、2008年に現役引退を発表した。

## WTAツアー決勝進出結果

### シングルス: 3回 (0勝3敗)
| 大会グレード         |
| -------------------- |
| グランドスラム (0–0) |
| ティア I (0–0)       |
| ティア II (0–0)      |
| ティア III (0–0)     |
| ティア IV & V (0–3)  |

| 結果   | No. | 決勝日         | 大会         | サーフェス | 対戦相手                     | スコア           |
| ------ | --- | -------------- | ------------ | ---------- | ---------------------------- | ---------------- |
| 準優勝 | 1.  | 2002年11月10日 | パタヤ       | ハード     | アンジェリク・ウィジャヤ     | 2–6, 4–6         |
| 準優勝 | 2.  | 2003年1月5日   | オークランド | ハード     | エレニ・ダニリドゥ           | 4–6, 6–4, 6–7(2) |
| 準優勝 | 3.  | 2006年1月13日  | キャンベラ   | ハード     | アナベル・メディナ・ガリゲス | 4–6, 6–0, 4–6    |

### ダブルス: 2回 (1勝1敗)
| 結果   | No. | 決勝日        | 大会           | サーフェス | パートナー                   | 対戦相手                          | スコア        |
| ------ | --- | ------------- | -------------- | ---------- | ---------------------------- | --------------------------------- | ------------- |
| 準優勝 | 1.  | 2003年7月27日 | スタンフォード | ハード     | フランチェスカ・スキアボーネ | リサ・レイモンド カーラ・ブラック | 6-7(5), 1-6   |
| 優勝   | 1.  | 2004年10月3日 | ソウル         | ハード     | 田美螺                       | 荘佳容 謝淑薇                     | 6–3, 1–6, 7–5 |

## 4大大会シングルス成績
略語の説明
| W | F | SF | QF | #R | RR | Q# | LQ | A | Z# | PO | G | S | B | NMS | P | NH |

W=優勝, F=準優勝, SF=ベスト4, QF=ベスト8, #R=#回戦敗退, RR=ラウンドロビン敗退, Q#=予選#回戦敗退, LQ=予選敗退, A=大会不参加, Z#=デビスカップ/BJKカップ地域ゾーン, PO=デビスカップ/BJKカッププレーオフ, G=オリンピック金メダル, S=オリンピック銀メダル, B=オリンピック銅メダル, NMS=マスターズシリーズから降格, P=開催延期, NH=開催なし.
| 大会           | 1998 | 1999 | 2000 | 2001 | 2002 | 2003 | 2004 | 2005 | 2006 | 2007 | 通算成績 |
| -------------- | ---- | ---- | ---- | ---- | ---- | ---- | ---- | ---- | ---- | ---- | -------- |
| 全豪オープン   | A    | LQ   | LQ   | LQ   | 1R   | 2R   | A    | LQ   | 1R   | A    | 1-3      |
| 全仏オープン   | A    | A    | A    | LQ   | 1R   | 1R   | A    | 1R   | A    | A    | 0-3      |
| ウィンブルドン | A    | A    | LQ   | LQ   | LQ   | 2R   | LQ   | 2R   | A    | A    | 2-2      |
| 全米オープン   | LQ   | A    | LQ   | 1R   | 3R   | 1R   | A    | 3R   | A    | 1R   | 4-5      |